# Liste de phénomènes optiques

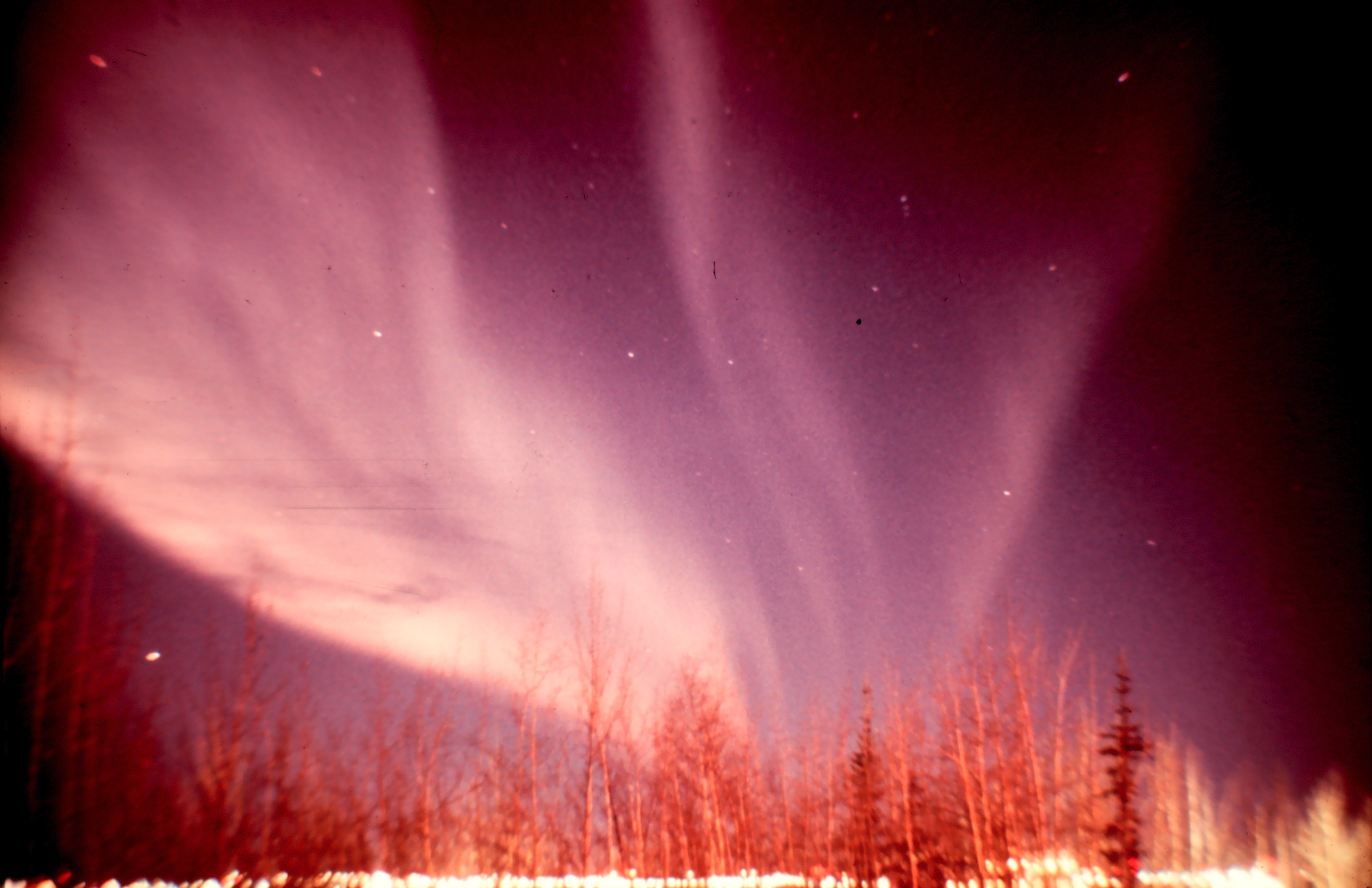
Parmi les phénomènes optiques atmosphériques, les aurores boréales sont connues pour leurs couleurs intenses et chatoyantes.

Un phénomène optique est le nom générique donné à un événement observable résultant de l'interaction entre la lumière et la matière, ou du comportement de la lumière seule. La lumière est comprise comme le spectre électromagnétique dans le domaine optique, c'est-à-dire entre 0,1 µm et 1 000 µm. Ils peuvent être des effets très généraux et fondateurs, comme la diffraction ou la réfraction, ou bien être le résultat de plusieurs effets optiques combinés.
Les phénomènes atmosphériques, les plus visibles et connus des effets optiques, sont liés à l'interaction de la lumière du Soleil ou de la Lune avec l'atmosphère, les nuages, l'eau ou les poussières en suspension dans celle-ci. On appelle ces phénomènes photométéores. Il en existe d'autres, liés, eux, à l'interaction de particules chargées avec l'atmosphère.
Les autres phénomènes sont des aspects ou des effets de l'interaction plus générale de la lumière avec la matière, au niveau micro ou macroscopique, de l'émission ou de l'absorption de la lumière. Lorsque la lumière est d'une intensité particulièrement importante, les phénomènes perdent leur caractère linéaire et l'on obtient des phénomènes optiques non linéaires.
Lorsque les effets optiques ne sont pas le résultat de l'interaction de la lumière avec la matière mais un effet neurologique de l'analyse de l'image par l’œil, comme les illusions d'optique, ou bien dont la source est dans l’œil lui-même, on parle alors de phénomène entoptique.

## Phénomènes atmosphériques
Les photométéores rassemblent tous les phénomènes observés dans l'atmosphère (météore), qui sont la manifestation d'un phénomène optique.
Les aurores polaires sont le résultat de l’interaction de particules chargées avec la magnétosphère d'une planète. Ce sont donc des électrométéores, de par leur origine, mais le phénomène mis en jeu est un phénomène optique d'émission de lumière.

### Photométéores
On retrouve les halos,, et arcs, phénomènes entourant les astres visibles dans le ciel, comme le Soleil ou la Lune, ou apparaissant simplement dans le ciel :
- Anthélie et antisélène
- Arc circumhorizontal, circumzénithal[6], infralatéral, supralatéral et supérieur de Parry
- Cercle parhélique, cercle parasélénique, et leurs variantes le cercle subparhélique, et le cercle suparasélénique
- Bande sombre d'Alexandre[7]
- Colonne lumineuse[8]
- Petit et grand halo
- Parhélie[9], paranthélie et parasélène
- Anneau de Bishop
- Arc blanc[10]
- Arc-en-ciel[11], qui peut se former grâce à la lumière solaire ou lunaire, ou même dans la rosée
- Gegenschein et Heiligenschein
- Gloire
- Spectre de Brocken
- Sous-soleil

### Couleur du ciel
La couleur du ciel est un phénomène optique en soit : variable selon la météo, la composition de l'atmosphère et l'heure, elle est fortement dépendante aussi de la présence de nuages.
- Heure bleue
- Lumière zodiacale
- Ceinture de Vénus, ou arche anticrépusculaire[12]

### Mirages et réfraction atmosphérique
Les effets de la réfraction dans l'atmosphère peuvent résulter de la simple réfraction des rayons venant du Soleil aux effets plus complexes lorsque des couches de l'atmosphère voient leur indice varier de manière conséquente à cause de la pression, de la température, etc.
- Réfraction atmosphérique[13], qui permet d'obtenir le phénomène de la lune rousse
- Mirage, dont :
  - Fata Morgana (optique)
  - Effet Novaya Zemlya
  - Rayon vert liant un phénomène de réfraction atmosphérique et de diffusion
  - Mirage en forme de vase étrusque

## Phénomènes généraux optiques
Les interactions très générales connues depuis le plus longtemps en optique sont :
- Réfraction[13] qui a notamment comme phénomènes liés :
  - Réflexion totale[14],[15]
  - Réflexion totale frustrée[13]
  - Dispersion[16]
  - Double réfraction : c'est l'observation du phénomène de double réfraction qui a permis de découvrir la biréfringence des matériaux[17]
- Réflexion[13]
- Absorption
- Émission dont il existe deux types :
  - Émission spontanée
  - Émission stimulée qui est à la base de l'effet laser (voir plus bas)

### Diffraction
La diffraction est un phénomène agissant sur toute particule, et a donc un effet important en optique.
- Diffraction de Bragg

### Interférences
Les interférences, comme la diffraction, si elles ne se limitent pas à la seule optique, sont un phénomène important de l'optique. On trouve quelques phénomènes connus liés aux interférences :
- Interférence par une couche mince[20]
- Anneaux de Newton[21]
- Brouillage[22]
- Inversion de contraste[23]

### Anisotropie de la matière et polarisation
L'anisotropie des milieux peut créer plusieurs phénomènes optiques :
- Biréfringence
- Dichroïsme et pléochroïsme[24]
- Photoélasticité[25]
- Polarisation

### Diffusion
Les types de diffusion peuvent se subdiviser entre les diffusions élastiques et les diffusions inélastiques de rayonnement, ou peuvent être divisées selon les éléments mis en jeu. Les diffusions mettant en jeu une onde électromagnétique et la matière sont les suivantes :
- Diffusion de Mie
- Diffusion Rayleigh
- Diffusion Raman
- Diffusion Brillouin

### Phénomènes de luminescence
- Fluorescence
- Phosphorescence

Les phénomènes de luminescence sont en général subdivisés en :
- Électroluminescence[28]
- Photoluminescence
- Chimiluminescence
- Bioluminescence
- Cristalloluminescence
- Thermoluminescence
- Mécanoluminescence (en)
- Cathodoluminescence[29]
- Triboluminescence
- Sonoluminescence
- Radioluminescence
- Piézoluminescence

## Effets optiques
- Effet photoélectrique
- Effet laser[30]
- Effets magnéto-optiques[30] :
  - Effet Faraday
  - Effet Kerr magnéto-optique (en)
- Effet Kerr[31],[32]
- Effet Kerr électro-optique

- Photoionisation[23]
- Photodissociation[25]

Phénomène chiraux optiques :
- Activité optique
- Dichroïsme circulaire

- Effet Umov (en)
- Effet Zeeman
- Radiation de synchrotron

## Photométrie et colorimétrie
- Métamérisme

## Phénomènes non linéaires
Lorsque l'onde électromagnétique mise en jeu a un champ électrique de l'ordre de 1 × 104 V cm−1 ou plus, des effets non linéaires interviennent lors des interactions lumière-matière :
- Effets du second ordre (mélange à trois ondes) :
  - Génération de seconde harmonique (GSH)[35],[36]
  - Génération de la fréquence somme[37]
  - Rectification ou Redressement optique[36]
  - Génération de fréquence différence[37],[38]
  - Effet Pockels[38]
  - Doublement de fréquence[17]
- Effets du troisième ordre (mélange à quatre ondes)
  - Effet Kerr optique[39]
  - Génération de troisième harmonique[39]
  - Autofocalisation[2] et autodéfocalisation
  - Automodulation de phase

- Effet magnétochiral[37]
- Biréfringence magnétochirale inverse[37]
- Rotation optique non-linéaire[37]
- Dichroïsme circulaire non-linéaire[37]
- Activité optique cohérente Raman[37]
- Amplification paramétrique[36]
- Effet photoréfractif[40]

## Phénomènes entoptiques
Les phénomènes entoptiques résultent de la structure de l'œil :
- Houppe d’Haidinger (en)
- Polyplopie monoculaire
- Phosphène

## Phénomènes optiques en minéralogie
Les gemmes, cristaux et pierres sont susceptibles, à cause de leur cristallographie ou leurs inclusions et leur structure, de faire apparaître des phénomènes optiques ; diffraction, diffusion ou changements de couleurs ont lieu, donnant des aspects très particuliers aux minéraux dont quelques noms sont rassemblés ci-dessous :
- Adularescence
- Opalescence
- Aventurescence (en)
- Chatoyance
- Astérisme
- Ténébrescence